# Barenburg
Barenburg (Plattdeutsch: Baarnborg) ist ein Flecken im Landkreis Diepholz in Niedersachsen. Der Flecken Barenburg ist Mitgliedsgemeinde der Samtgemeinde Kirchdorf mit Sitz in der Gemeinde Kirchdorf.

## Geografie

### Geografische Lage
Barenburg liegt zwischen dem Naturpark Dümmer und dem Naturpark Steinhuder Meer ungefähr in der Mitte zwischen Bremen und Minden, sechs Kilometer südlich von Sulingen.

### Nachbargemeinden
|                 | Stadt Sulingen                              |   |
| Gemeinde Varrel | Kompassrose, die auf Nachbargemeinden zeigt | - |
|                 | Gemeinde Kirchdorf                          |   |

### Flüsse
Ab Barenburg fließt die aus Richtung Sulingen kommende Kleine Aue mit der Großen Aue nach Osten, um südlich von Nienburg in die Weser zu münden.

## Geschichte
Erstmals wird die Gemeinde im Jahr 1247 urkundlich erwähnt. 1285 taucht eine Burg Barenburg urkundlich auf, die 1338 mit der Herrschaft Altbruchhausen auf die Grafschaft Hoya überging. Die Burg kontrollierte die alte Straße Minden-Bremen, die hier eine sumpfige Niederung durchlief. 1434 eroberte Herzog Wilhelm zu Braunschweig-Lüneburg in der Spiegelberger Fehde die Barenburg und brannte sie nieder. Danach wurde sie noch mehrfach verpfändet. Mit dem Aussterben der Grafen von Hoya 1582 ging die Burg an die Herren von Weyhe. 1706 ging die schon im Verfall begriffene Anlage in einer Feuersbrunst unter.
Das spätere, aus der Vogtei Barenburg hervorgegangene, nur den Flecken umfassende, hannoversche Amt Barenburg wurde ab 1706 gemeinsam mit dem Amt Ehrenburg verwaltet und 1823 mit diesem zum Amt Ehrenburg-Barenburg vereinigt. Die Ortschaft Barenburg trat erstmals 1530 als Flecken in Erscheinung.

## Politik

### Gemeinderat
Der Gemeinderat aus Barenburg setzt sich aus elf Ratsfrauen und Ratsherren zusammen, die alle der Wählergemeinschaft Barenburg angehören.
(Stand: Kommunalwahl am 12. September 2021)

### Bürgermeister
Am 1. November 2021 wurde Lars Röper als ehrenamtlicher Bürgermeister des Flecken Barenburg vom Gemeinderat gewählt.
Bisherige Amtsinhaber:
- 1952–1976: Heinrich Dencker
- 1976–1991: Kurt Kothrade
- 1991–2006: Heinrich Kammacher
- 2006–21. Februar 2018: André Meyer
- 21. Februar 2018 – 2021: Hermann Dencker
- seit dem 1. November 2021: Lars Röper[3]

### Wappen
Blasonierung: Das Wappen der Gemeinde zeigt in blau auf grünem Boden einen (nach heraldisch) rechts gewandten natürlich schreitenden, gelb und schwarz gefleckten Leoparden.

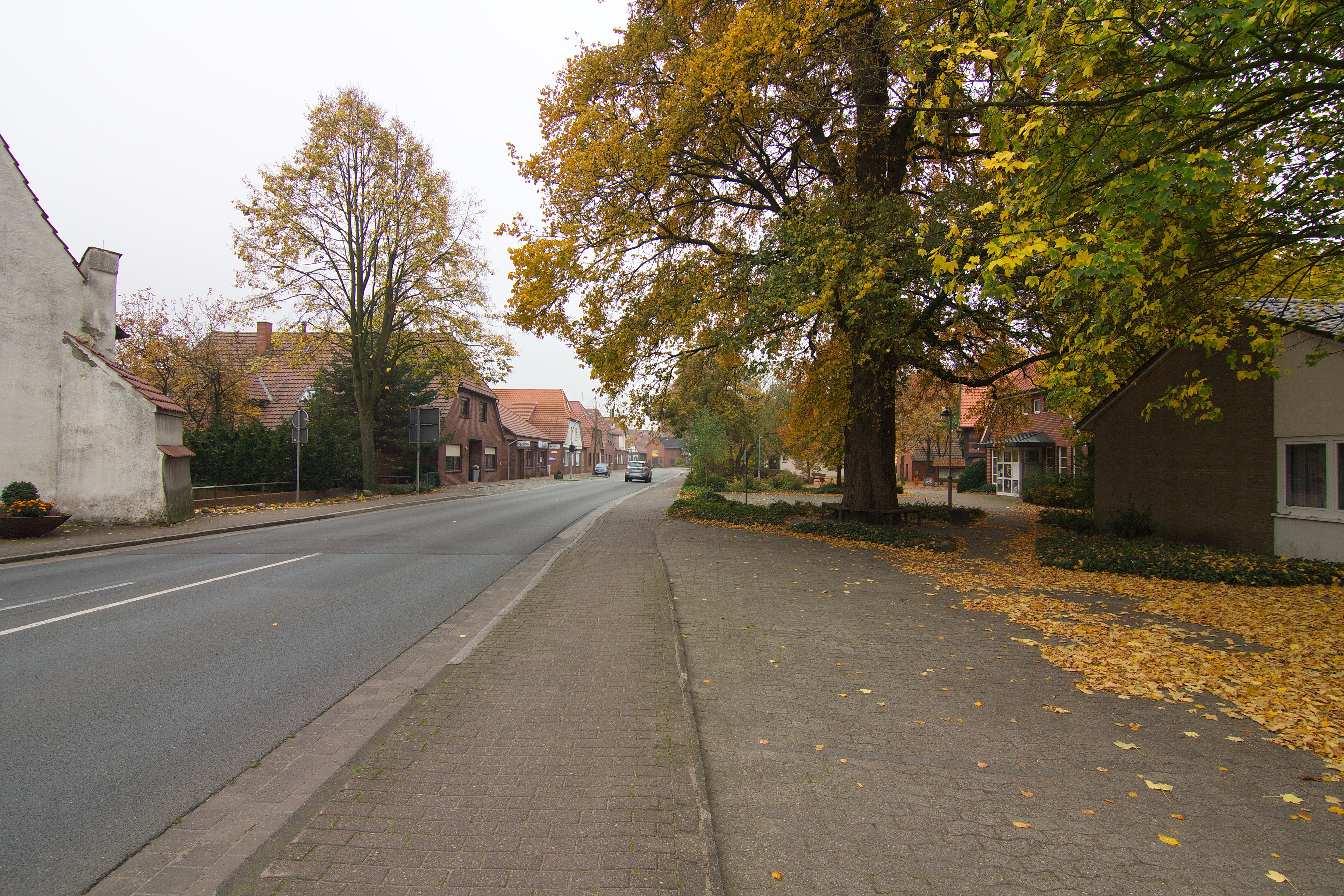
Ortsblick

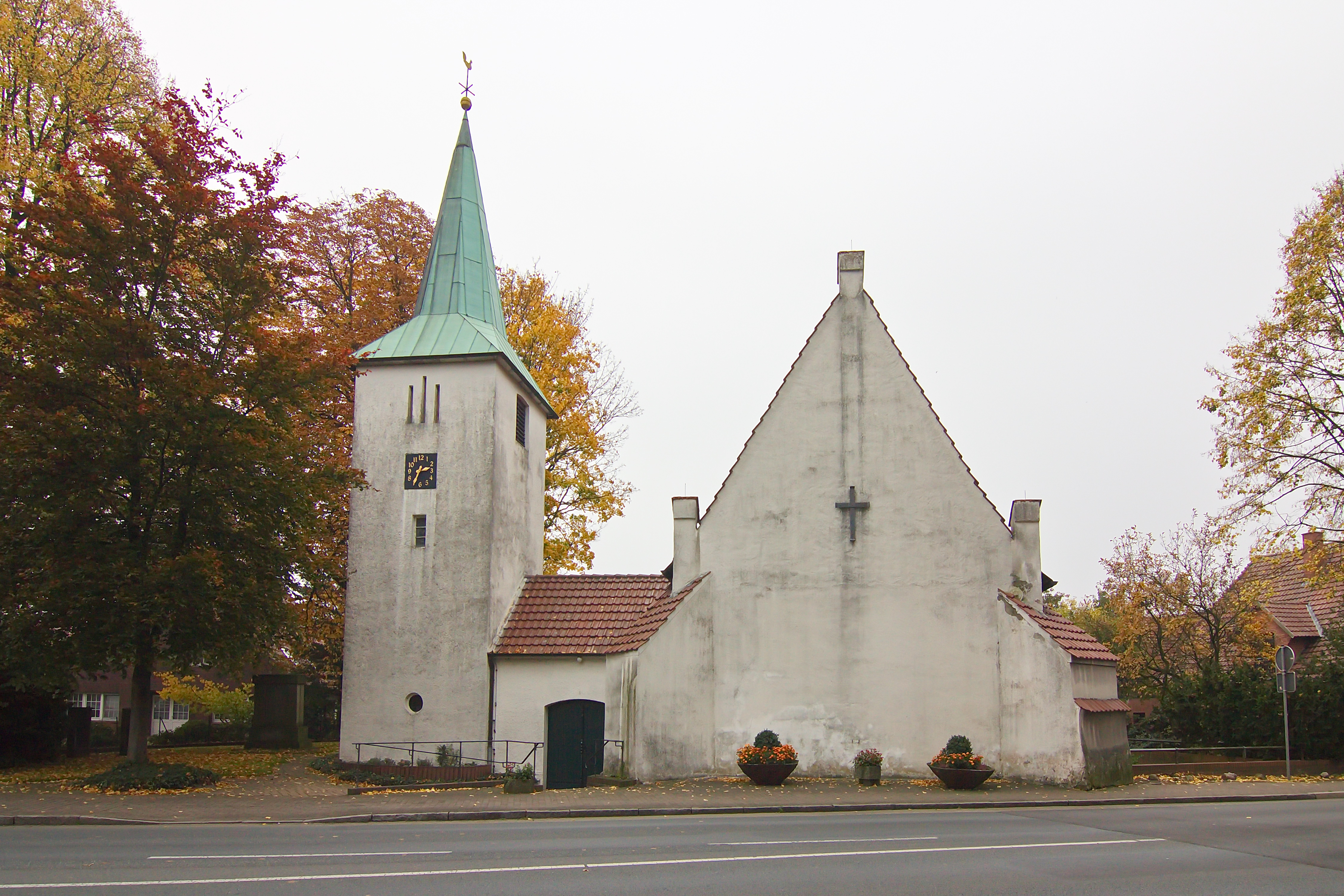
Dorfkirche in Barenburg

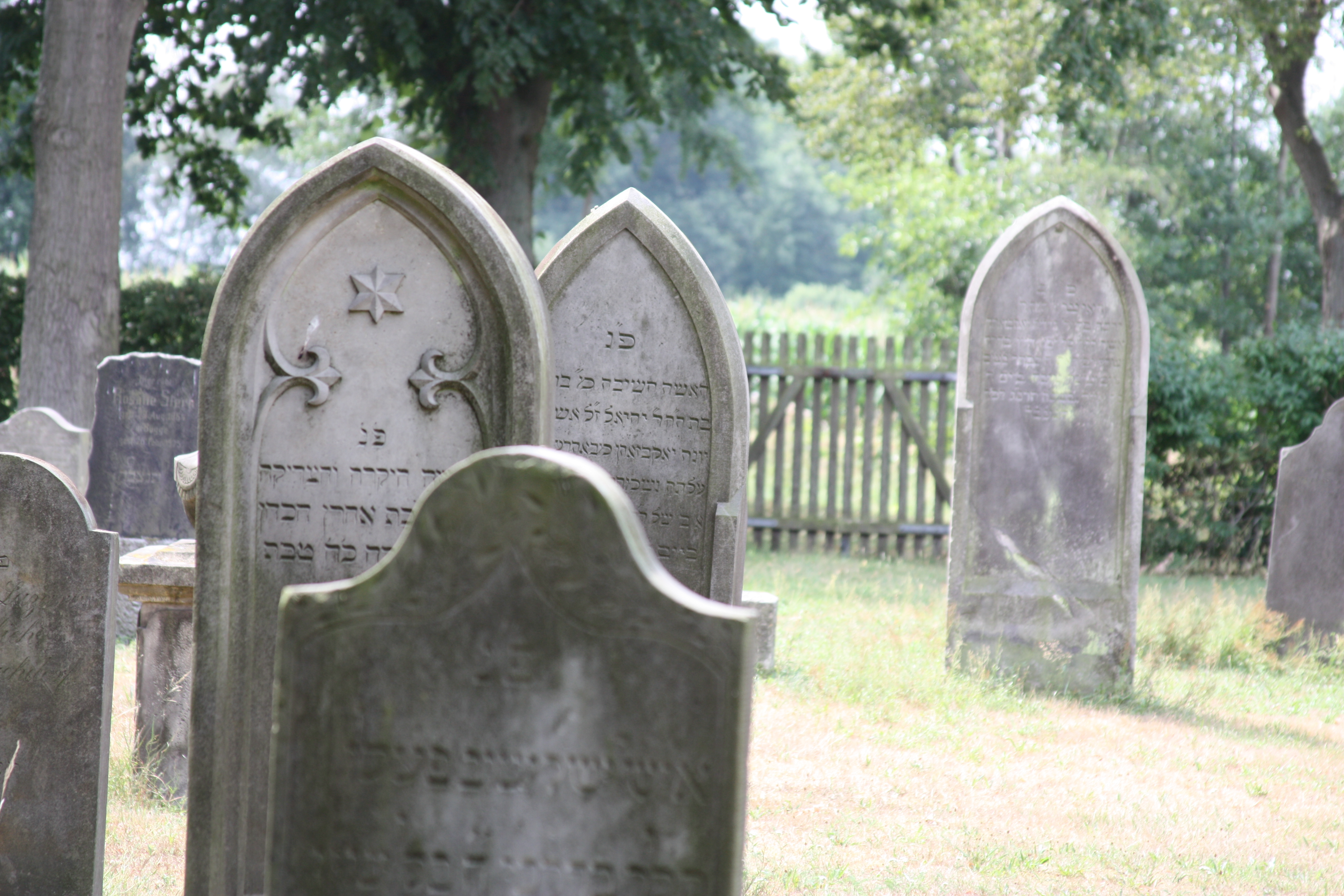
Jüdischer Friedhof

## Kultur und Sehenswürdigkeiten
Im Wettbewerb „Unser Dorf hat Zukunft“ belegte Barenburg 2008 im Landkreis Diepholz zusammen mit dem Syker Ortsteil Wachendorf einen 3. Platz.

### Bauwerke
- der Jüdische Friedhof in Barenburg, ein Kulturdenkmal. Er ist einer von acht gut erhaltenen jüdischen Friedhöfen im Landkreis Diepholz. Auf dem Friedhof an der Straße „Zum Bahnhof“ befinden sich 49 Grabsteine aus den Jahren 1828 bis ca. 1938 für jüdische Verstorbene.

In der Liste der Baudenkmale in Barenburg sind vier Baudenkmale aufgeführt, darunter:
- die Barenburger Kirche, mit Mauerteilen der Kapelle Zum Heiligen Kreuz aus dem zwölften Jahrhundert

## Wirtschaft
Bei Barenburg befindet sich das Ölfeld Barenburg der ExxonMobil.

## Verkehr

### Straße
Die Gemeinde liegt direkt an der Bundesstraße 61, die von Minden nach Sulingen führt.

### Schienenverkehr
Barenburg liegt an der Bahnstrecke Bünde–Bassum, die südlich von Barenburg und nördlich von Sulingen stillgelegt ist. In Sulingen besteht eine Verbindung zur Bahnstrecke Nienburg–Diepholz. Über diese Strecke fahren Tankzüge für die in Barenburg ansässige ExxonMobil (Erdöl).

## Persönlichkeiten
- Rolf Kramer (* 1949), in Barenburg geborener Politiker, Mitglied des Bundestages